# Auguste Rodin

Bustul lui Auguste Rodin executat în 1888-1889 de sculptorița Camille Claudel

Auguste Rodin (născut François-Auguste-René Rodin) (n. 12 noiembrie 1840, Paris, Franța – d. 17 noiembrie 1917, Meudon, Seine-et-Oise, Franța) a fost sculptor, grafician și pictor francez în a doua jumătate a secolului al XIX-lea și începutul secolului XX.
Rodin a revoluționat limbajul sculpturii, făcându-l capabil să exprime adevărul uman, pornind de la experiența directă. Prin atelierul lui au trecut mulți sculptori, printre care Antoine Bourdelle, Charles Despiau, Aristide Maillol.
În 1907, aici a lucrat și Constantin Brâncuși, care, părăsind atelierul după numai câteva luni, și-a justificat plecarea spunând: „Nimic nu se poate înălța la umbra marilor arbori!”

## Biografie

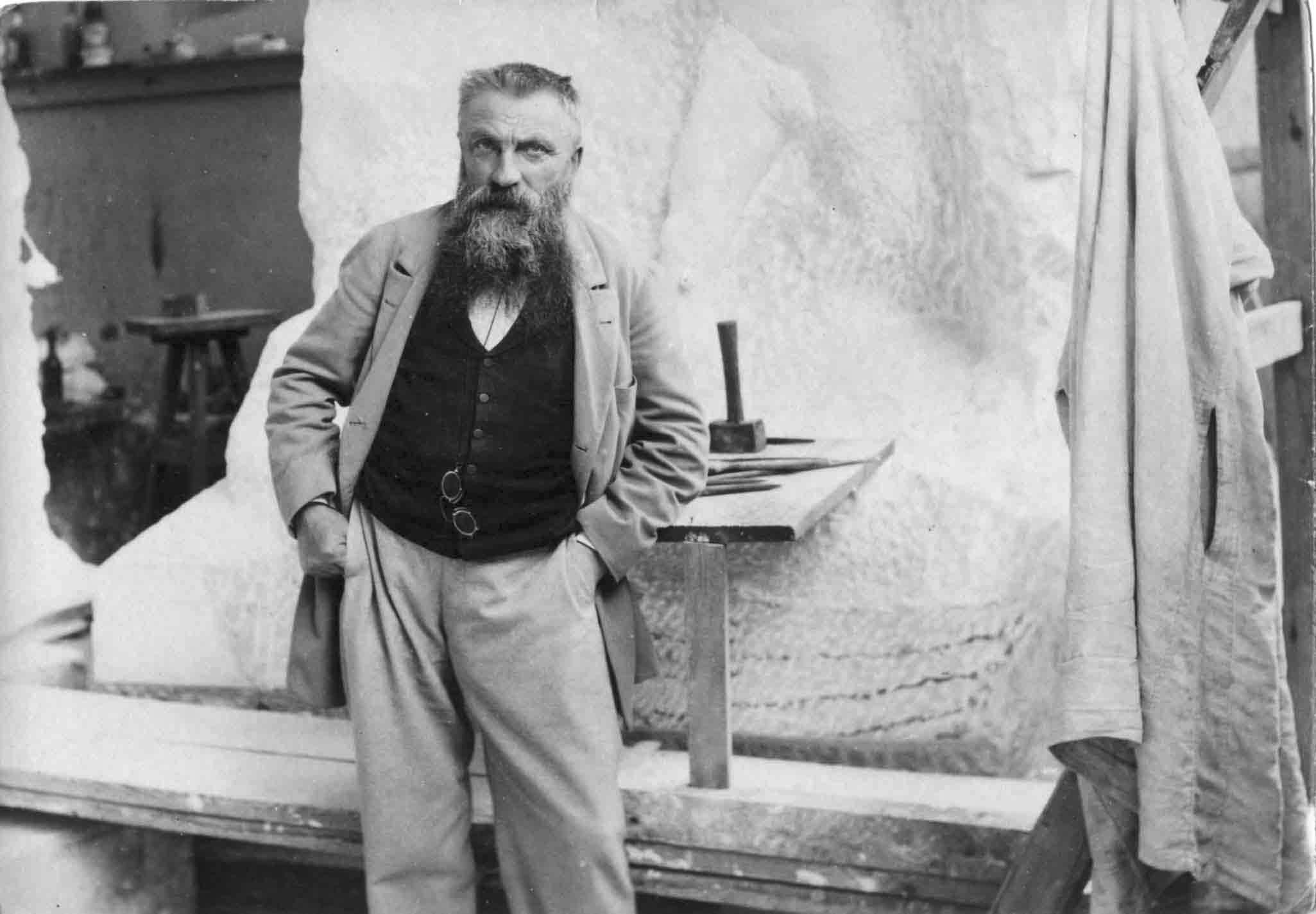
Rodin, 1898.

Auguste Rodin s-a născut într-o familie modestă din Paris; tatăl său era funcționar la poliție. În 1853, la vârsta de 14 ani, este admis la École Spéciale de Dessin et de Mathématiques ("Școala specială de desen și matematică"), urmând cursurile desenatorului Horace Lecoq de Boisbaudran și ale pictorului Stéphane Belloc. Între anii 1854-1857 studiază la Școala de Arte decorative (École des Arts décoratifs), dar este respins de trei ori în cursul acestor ani în încercarea de a fi admis la École des Beaux-Arts. Urmează în acest timp cursuri de literatură și istorie la Collège de France. În 1862 intră în ordinul monahal "Pères du Saint-Sacrement", este însă încurajat de superiorul ordinului șă-și continuie cariera artistică. Debutează cu portrete și desene, realizate sub îndrumarea lui Jean-Baptiste Carpeaux, după care, în anul 1864, începe să lucreze în atelierul sculptorului Albert Carrier-Belleuse, reprezentant al stilului denumit "seconde Empire", realizând decorații murale, modele de ornamente și vase la manufacturile de porțelan din Sèvres. În acest an o întâlnește pe Rose Beuret, o lucrătoare de croitorie în vârstă de 20 de ani, care îi va servi ca model și devine tovarășa lui de viață. În 1866 se naște primul lor copil, Auguste Eugene Beuret. În 1870 pleacă cu Carrier-Belleus la Bruxelles și va colabora cu acesta până în 1872, când Rodin se asociază prin contract cu sculptorul belgian Antoine-Joseph Van Rasbourgh, cu care realizează decorarea unor edificii publice din Bruxelles (clădirea Bursei, palatul Academiei) și case particulare. 

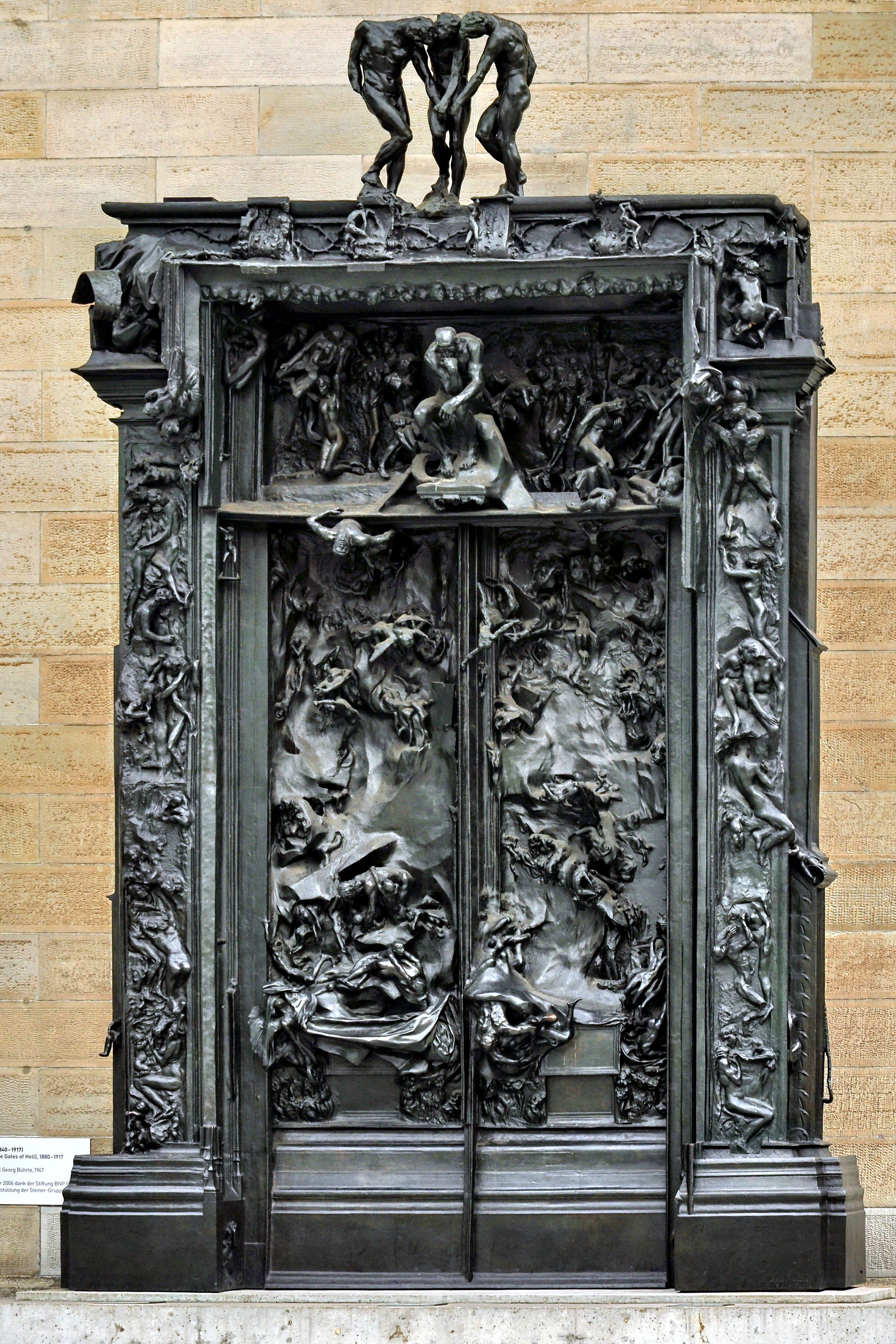
Auguste Rodin Poarta Infernului

Pictează singur o serie de peisaje din pădurea Soignes și trimite litografii destinate jurnalului satiric Le Petit Comique.
Urmează o perioadă de călătorii de studii în Italia (1875-1876), la Florența și la Roma, pentru a "descoperi secretele lui Michelangelo" și un turneu al catedralelor gotice din centrul Franței (1877). Expune în acest an, la "Cercul artistic și literar" din Bruxelles și apoi la "Salonul artiștilor francezi" din Paris, sculptura Âge d'arain ("Vârsta de bronz"), care provoacă scandal, fiind acuzat de a fi făcut un mulaj după natură. Între anii 1879-1882 lucrează la manufacturile din Sèvres, iar în 1880 își deschide un atelier propriu la depozitul de marmoră din Paris, 182, rue de l'Université, pe care îl va păstra până la sfârșitul vieții.
Statul francez îi cumpără sculptura "Vârsta de bronz" și îi comandă (1880) un portal pentru viitorul muzeu de Arte Decorative. Rodin alege tema infernului din opera lui Dante, opera, La Porte d'Enfer - un ansamblu de figuri dispuse aparent haotic, ca analogie vizuală a decăderii morale la sfârșit de secol - rămâne însă neterminată. Reușește să vândă statului proiectul de statuie a "Sfântului Ioan Botezătorul" și pleacă la Londra pentru a învăța tehnica gravurii în atelierul lui Alphonse Legros. În 1883 o întâlnește pe viitoarea sculptoriță Camille Claudel, atunci în vârstă de 19 ani, care devine eleva și amanta lui.
Municipalitatea din Calais îi comandă un monument pentru comemorarea lui Eustache de Saint Pierre (1287-1371), cetățean al orașului Calais, celebru prin devotamentul arătat concetățenilor săi cu ocazia predării orașului regelui englez Eduard III (1347). Acest grup statuar, Les Bourgeois de Calais ("Burghezii din Calais") este inaugurat în 1895 în prezența lui Rodin. O replică a monumentului se găsește în curtea Muzeului Rodin din Paris.

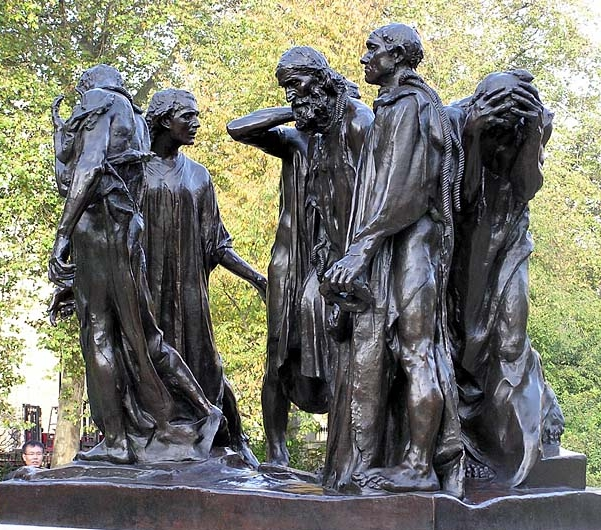
Auguste Rodin Burghezii din Calais

Între timp execută figurile lui "Adam", a "Evei" și a "Gânditorului" (Le Penseur). Anul 1886 este marcat de executarea comenzilor pentru monumentele lui Vicuna Mackenna și al generalului Lynch în Santiago de Chile și de primirea comenzii pentru compoziția "Sărutul" (Le baiser), destinată Expoziției Universale din Paris (1889). În 1887 ilustrează voumul de poezii Les Fleurs du Mal ale lui Charles Beaudelaire pentru editura Gallimard.
Devenit membru fondator al "Societății naționale de Arte Frumoase" (Société nationale des Beaux-Arts), Rodin obține în 1889 comanda executării unei statui a lu Victor Hugo pentru Panthéon-ul din Paris, dar pentru că sculptorul se decide să-l înfățișeze pe poet gol și înconjurat de muze, proiectul îi este respins. O statuie a pictorului Claude Lorrain (1600-1682) va fi inaugurată în 1892 la Nancy. În 1891, La Société des Gens de Lettres îi comandă executarea unui monument al lui Honoré de Balzac.
Rodin devine în 1893 președintele secției de sculptură la Société Nationale des Beaux-Arts, fiind succesorul lui Jules Dalou. Își schimbă domiciliul la Meudon-la-Fôret, unde va fi vizitat de tineri literați și artiști, printre care Antoine Bourdelle, care îi devine elev. La Giverny, reședința lui Claude Monet din apropierea Parisului, îl întâlnește pe Paul Cézanne. În 1898 intervine ruptura cu Camille Claudel, fapt care va avea repercusiuni negative în dezvoltarea ulterioară a talentatei artiste. Anul 1899 este marcat de organizarea primelor mari expoziții retrospective la Bruxelles, apoi la Rotterdam, Amsterdam și la Haga. Cu ocazia Expoziției Universale din 1900, se inaugurează "Pavilionul Rodin", în place de l'Alma din Paris, unde se expun 171 opere ale artistului, printre care pentru prima dată și "Poarta Infernului", deși nedesăvârșită. Pavilonul va fi demontat și reconstruit la Meudon în anul următor.
În anii 1905-1906, poetul austriac Rainer Maria Rilke lucrează ca secretar particular al lui Rodin. În 1904 devine amantul ducesei de Choiseul, legătură care va dura până în 1912. Pictorița și femeia de litere britanică Gwendolen Mary John va fi de asemenea amanta artistului în 1904 și îi va servi ca model pentru sculptura Muse Whistler.
În anul 1907, Rodin se instalează în Hôtel Biron din Paris, care în anul următor va deveni "Muzeul Rodin". În 1911, participă la "Expoziția Regală de Arte" din Berlin. Primește din partea statului francez comanda pentru executarea unui bust al lui Puvis de Chavanne pentru Panthéon. Compoziția "Burghezii din Calais" este cumpărată de statul englez și va fi instalată în grădinile Westminster din Londra, în fața Parlamentului. În Metropolitan Museum din New York se inaugurează (1912) o sală consacrată lui Auguste Rodin. În 1914 îi apare monografia Les Cathédrales de France, care cuprinde studiile sale asupra stilului gotic în arhitectură.

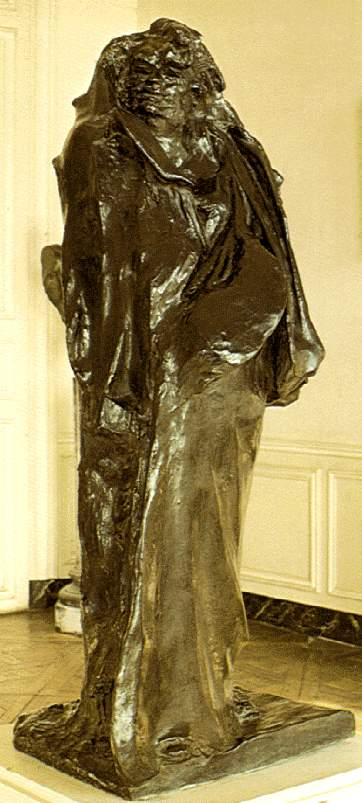
Honoré de Balzac, 1893-1897
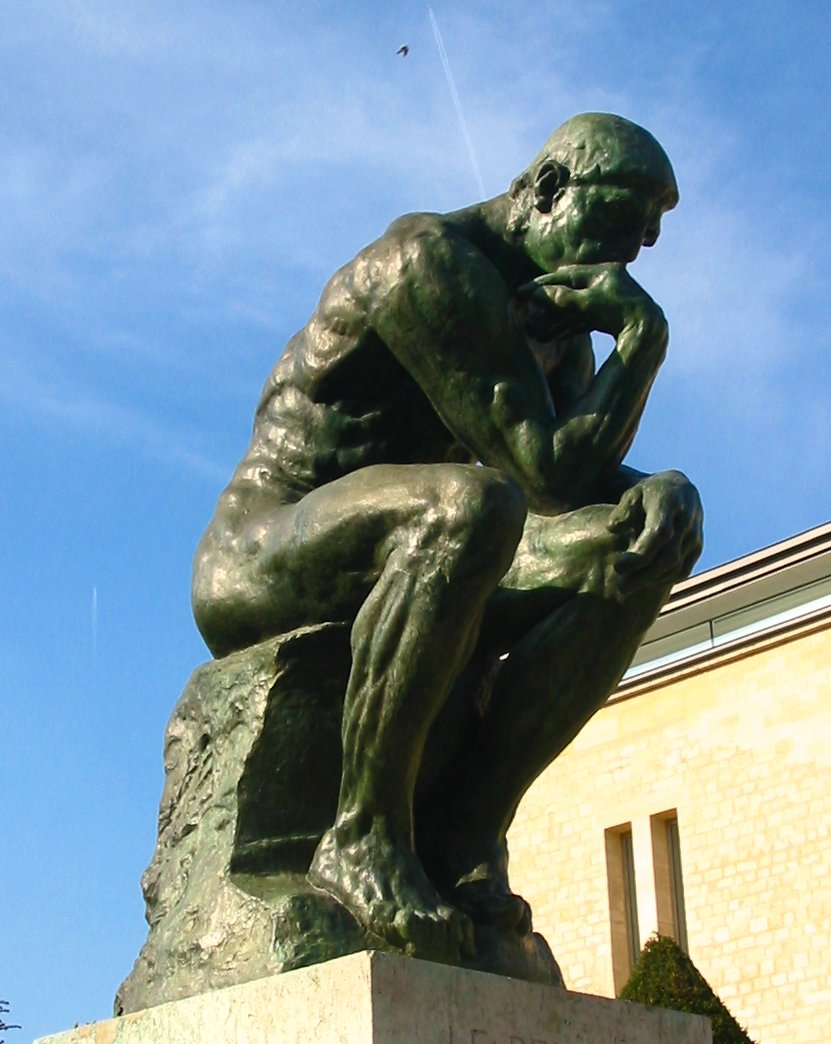
Gânditorul, 1880
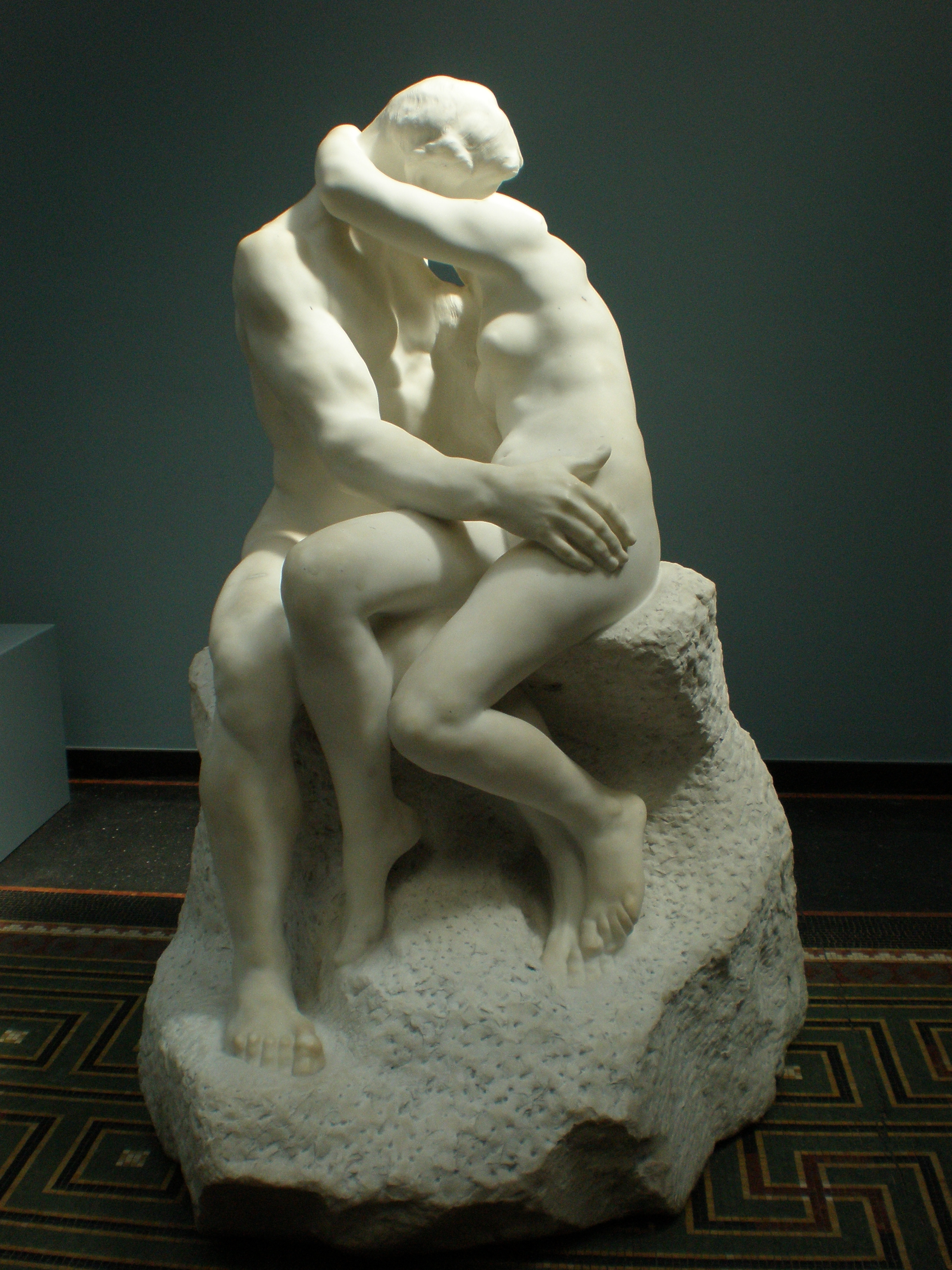
Sărutul, 1880-82
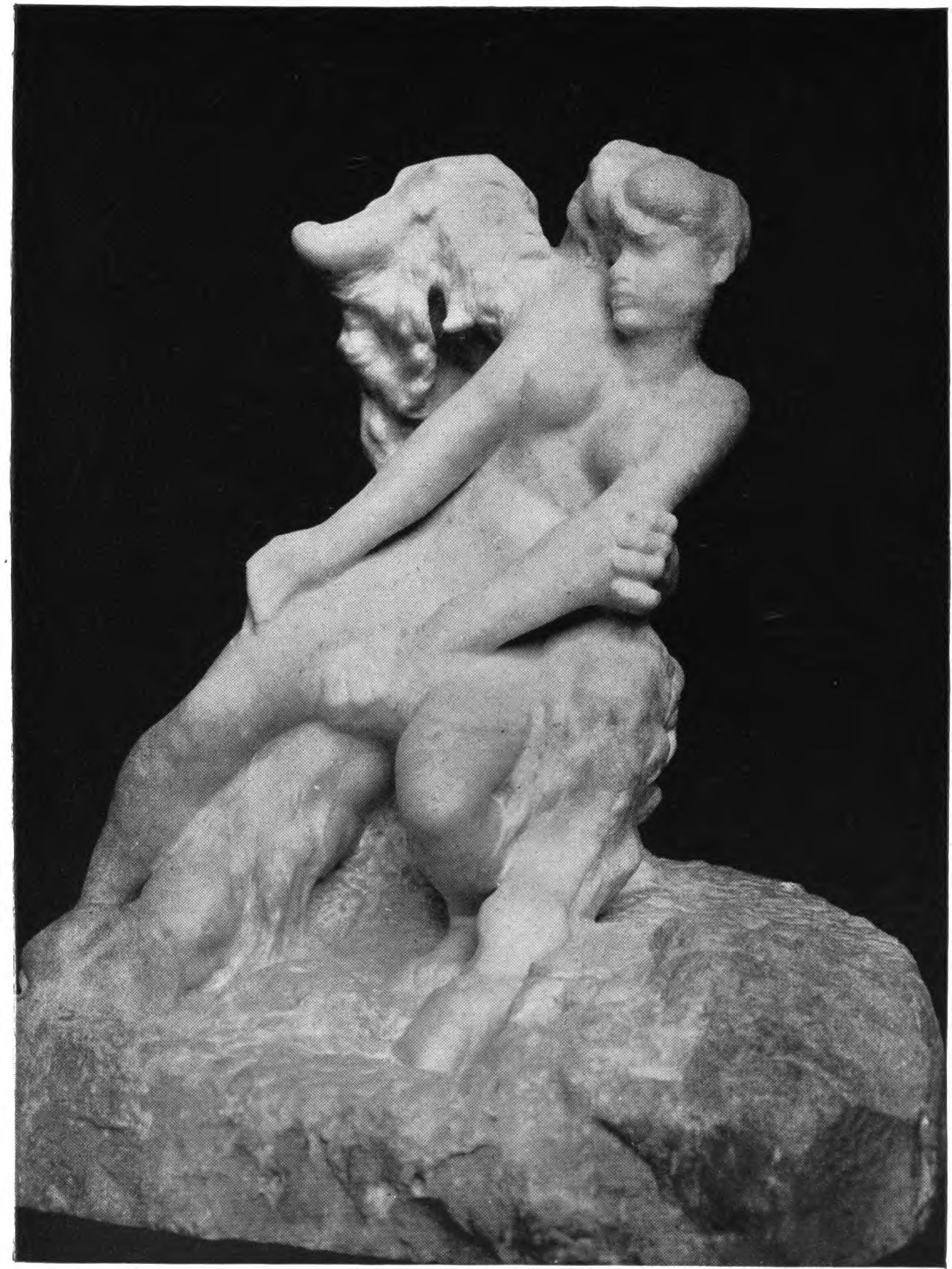
Faun și nimfă, 1886
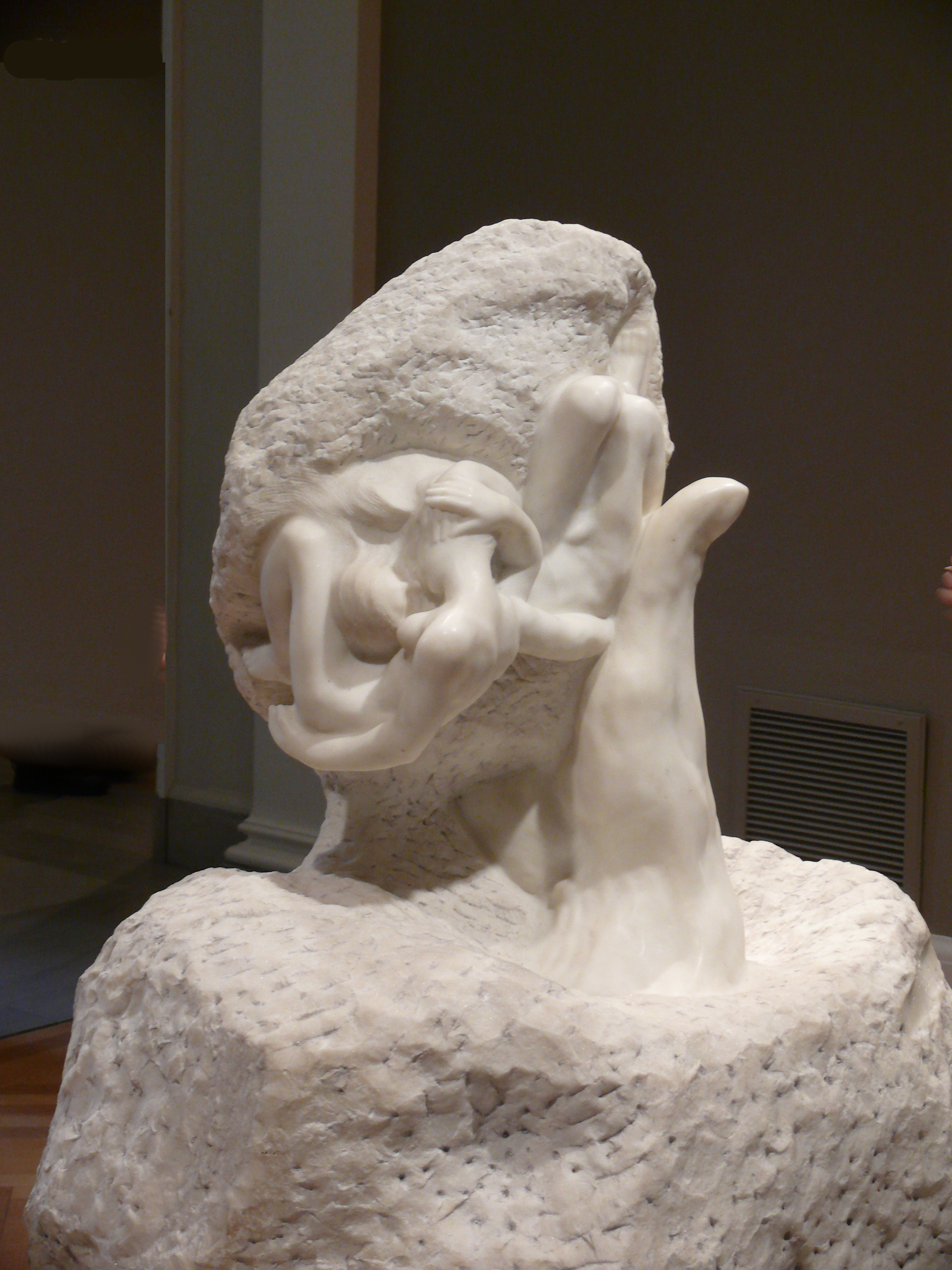
Main de Dieu, 1896 ?

Auguste Rodin se îmbolnăvește grav în anul 1916. Donează o mare parte din colecțiile sale statului francez. La 29 ianuarie 1917 se căsătorește la Meudon cu Rose Beuret. Rose decedează pe 14 februarie; Auguste Rodin se stinge din viață pe 17 noiembrie. Amândoi sunt înmormântați în cimitirul din Meudon.
La 4 august 1919 "Muzeul Rodin" din Paris își deschide porțile pentru accesul publicului.

## Caracterizarea operei lui Rodin
Într-o epocă în care interesul pentru mișcare, pentru instantaneu, pentru înregistrarea fidelă a senzațiilor de spectacolul realității a dus la apariția picturii impresioniste, Rodin și-a propus să revoluționeze limbajul sculpturii, făcându-l capabil să expună adevărul uman dincolo de clișeele academiste. Există o filiație directă între Rodin și Michelangelo, a cărui operă o studiase la Florența și Roma, împreună cu arhitectura catedralelor gotice. Principiul dinamic se referă la ceea ce el a numit "iluzia vieții", adică verosimilitatea creației ("Omul care merge", 1877; "Gânditorul", 1880; "Eva după păcat", 1881). De la lucrări în care prim-planul reprezentării este consacrat tinereții senine ("Primăvara eternă", 1884; "Danaidă", 1885; "Sărutul", 1886), artistul trece la compoziții dominate de dramatism, de tensiuni interioare ("Durere", 1885; "Cele trei umbre", 1881-86; "Fiul risipitor", 1888).

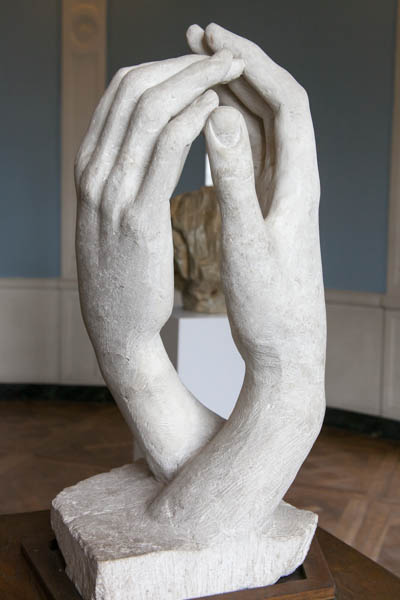
Catedrala, 1909
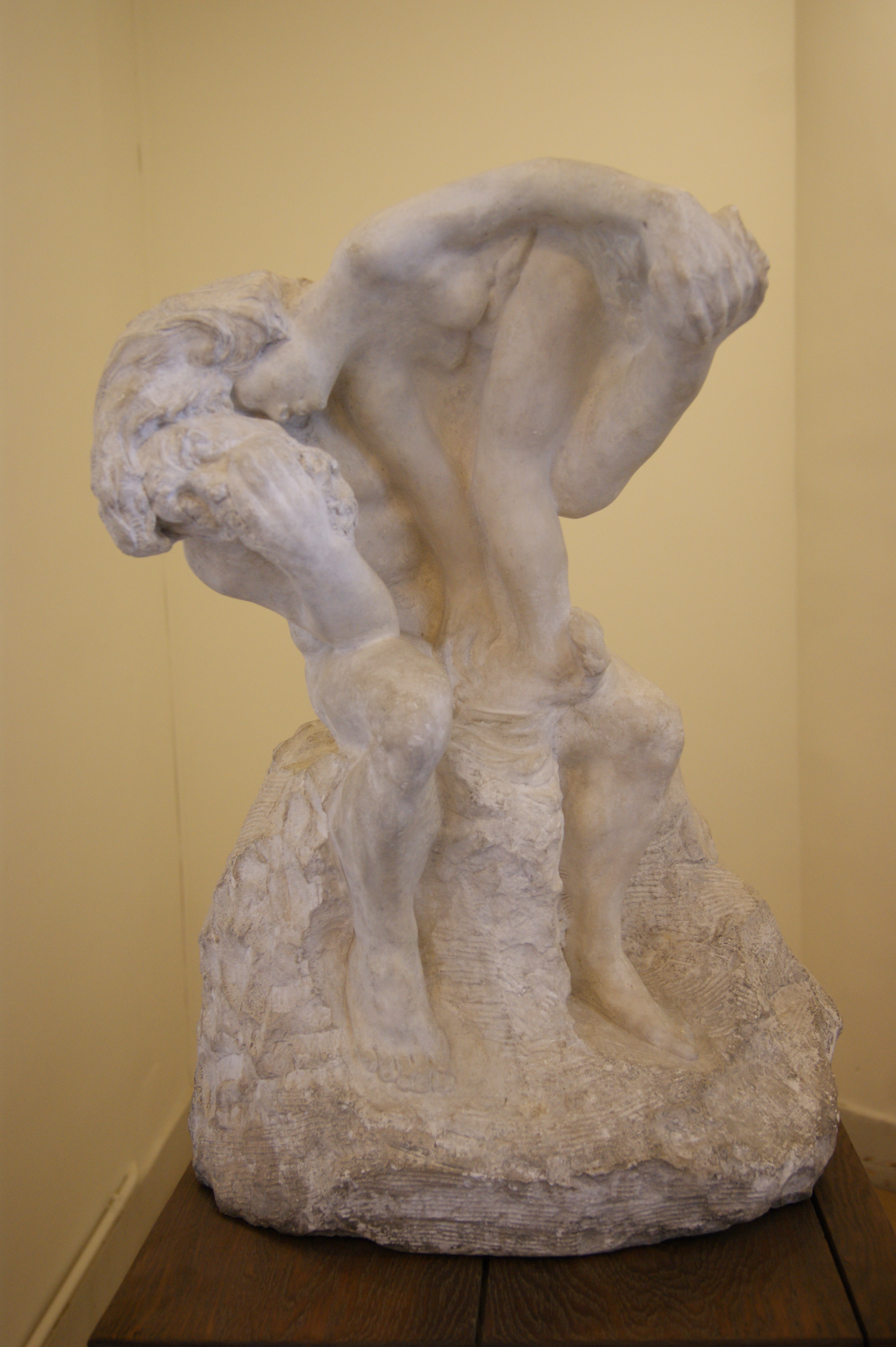
Sculptorul și muza, 1894-95
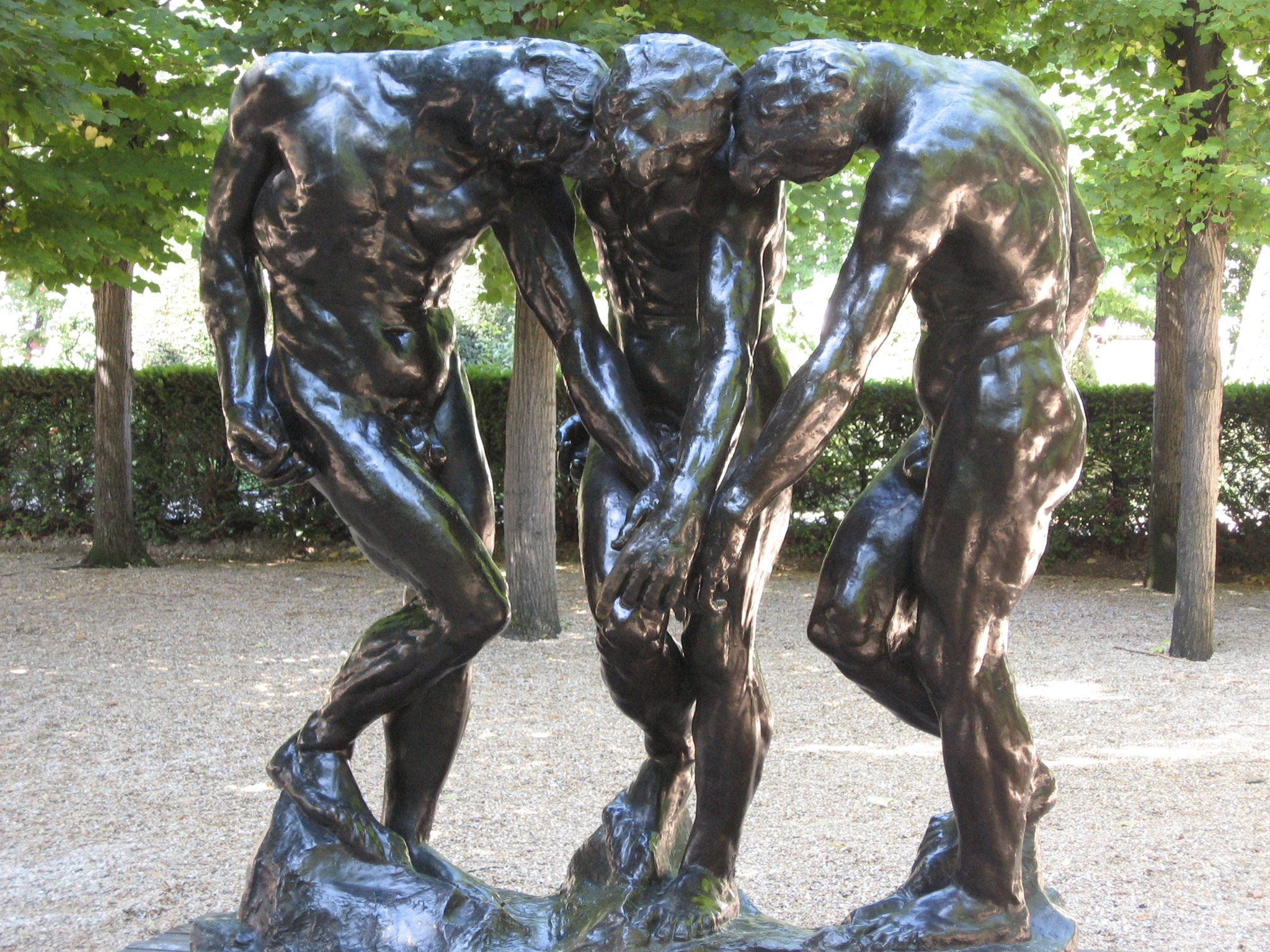
Cele trei umbre, 1881-86

O sinteză a sculpturilor sale o reprezintă "Poarta Infernului", amplă compoziție la care, începând din 1880, va reveni în tot cursul vieții. Grupul statuar "Burghezii din Calais" (1884 - 1886) este un instantaneu surprinzător prin forța cu care ne comunică starea de spirit a personajelor. Dirijate parcă de un subtil regizor, privirile lor sunt îndreptate divergent, încorporând spațiul din jur și izolându-se în același timp în propriul destin.

## Lucrări
- Bărbat cu nasul rupt (Rodin)